# U-313
Unterseeboot 313 foi um submarino alemão do Tipo VIIC, pertencente a Kriegsmarine que atuou durante a Segunda Guerra Mundial.

## Comandantes
| Comandante                 | Data                                   |
| -------------------------- | -------------------------------------- |
| Kptlt. Friedrich Schweiger | 20 de maio de 1943 - 9 de maio de 1945 |

## Subordinação
Durante o seu tempo de serviço, esteve subordinado às seguintes flotilhas:
| Período                                       | Flotilha                                   |
| --------------------------------------------- | ------------------------------------------ |
| 20 de maio de 1943 - 31 de dezembro de 1943   | 8. Unterseebootsflottille (treinamento)    |
| 1 de janeiro de 1944 - 14 de setembro de 1944 | 11. Unterseebootsflottille (serviço ativo) |
| 15 de setembro de 1944 - 8 de maio de 1945    | 13. Unterseebootsflottille (serviço ativo) |

## Operações conjuntas de ataque
O U-313 participou das seguinte operações de ataque combinado durante a sua carreira:
- Rudeltaktik Werwolf (28 de janeiro de 1944 - 1 de fevereiro de 1944)
- Rudeltaktik Werwolf (7 de fevereiro de 1944 - 28 de fevereiro de 1944)
- Rudeltaktik Thor (17 de março de 1944 - 5 de abril de 1944)
- Rudeltaktik Donner (5 de abril de 1944 - 11 de abril de 1944)
- Rudeltaktik Donner & Keil (26 de abril de 1944 - 3 de maio de 1944)
- Rudeltaktik Trutz (3 de maio de 1944 - 9 de maio de 1944)
- Rudeltaktik Grimm (31 de maio de 1944 - 6 de junho de 1944)
- Rudeltaktik Trutz (6 de junho de 1944 - 28 de junho de 1944)
- Rudeltaktik Schwefel (22 de setembro de 1944 - 25 de setembro de 1944)
- Rudeltaktik Hagen (17 de março de 1945 - 21 de março de 1945)
- Rudeltaktik Faust (21 de abril de 1945 - 1 de maio de 1945)